# 나주시의 마천루 목록
대한민국 전라남도 나주시의 마천루 목록이다. 대한민국의 「초고층 및 지하연계 복합건축물 재난관리에 관한 특별법」에 따르면 '초고층 건축물' 이란 층수가 50층 이상 또는 높이가 200m 이상인 건축물을 말한다.

## 가장 높은 마천루
본 목록은 완공되었거나, 상량식을 끝낸 마천루이다.
| 순위 | 이름                         | 사진 | 위치     | 높이 | 층수 | 완공 연도 | 비고   |
| ---- | ---------------------------- | ---- | -------- | ---- | ---- | --------- | ------ |
| 1    | 한국전력공사 나주 본사       |      | 빛가람동 | 154m | 31층 | 2014년    | [ 1 ]  |
| 2    | 한전KPS 사옥 빌딩            |      | 빛가람동 | 97m  | 19층 | 2015년    | [ 2 ]  |
| 3    | 한국전력공사 KDN 본사        |      | 빛가람동 | 91m  | 18층 | 2015년    | [ 3 ]  |
| 4    | 토담휴로스 센트럴타워        |      | 빛가람동 | 90m  | 25층 | 2022년    | [ 4 ]  |
| 5=   | 한국농어촌공사 나주 본사     |      | 빛가람동 | 84m  | 18층 | 2014년    | [ 5 ]  |
| 5=   | 농수산식품유통공사           |      | 빛가람동 | 84m  | 60층 | 2022년    | [ 6 ]  |
| 7    | 스카이센트럴                 |      | 빛가람동 | 60m  | 12층 | 2002년    | [ 7 ]  |
| 8    | 사립학교 교직원 연금관리공단 |      | 빛가람동 | 49m  | 11층 | 2014년    | [ 8 ]  |
| 9    | 비전타워                     |      | 빛가람동 | 46m  | 11층 | 2015년    | [ 9 ]  |
| 10   | 펠리시티 S                   |      | 빛가람동 | 45m  | 12층 | 2014년    | [ 10 ] |

## 같이 보기
- 나주시
- 마천루 목록
- 아시아의 마천루 목록
- 대한민국의 마천루 목록